# Mancopata
Mancopata, también denominado como Bastión del Inca, es un yacimiento histórico de la época prehispánica, que fue ocupado por el Imperio inca en su avance a la selva; se encuentra en la provincia de La Convención, en el departamento del Cuzco, al sureste del Perú.

## Descripción
Dentro del distrito de Manitea, el sitio arqueológico se encuentra cerca de los poblados Unión Vista Alegre y Lobo Tahuantinsuyo, que pertenecen a la conflictiva zona del valle de los ríos Apurímac, Ene y Mantaro (VRAEM).
El sitio era considerado una huaca por pobladores anteriores a los incas y una fortaleza militar para resguardar la frontera del Tahuantinsuyo.
Su tamaño bordea los 40,000 metros cuadrados, en un terreno casi plano y rodeado por muros entre la selva.

## Historia
Fue descubierto el 29 de diciembre de 2007  por las autoridades del distrito de Kimbiri, el mismo alcalde lo describió al lugar de «enigmáticas e impresionantes estructuras a base de piedras perfectamente talladas como parte de inmensas paredes». Su descubrimiento fue el mismo año que las también ruinas de Machu Picchu fue declarada una de las nuevas siete maravillas del mundo  moderno.
La comunidad campesina de Kimbiri ayudaron a desenterrar el lugar entre los que resaltaban piedras talladas y laberintos de cinco a ocho metros de altura.
Su nombre fue dado por la comunidad en honor a Manco Inca, uno de los rebeldes de Vilcabamba que lucharon contra la conquista española y al usar la palabra pata que en idioma quechua describía a la zona boscosa en donde se encontraron las ruinas.

### Origen del lugar
Al inicio se pensaba que Manco Pata era de origen humano, es decir, que fue creado por los habitantes del Antiguo Perú, pero el Instituto Nacional de Cultura del Perú (INC) en un informe del 2018 descartó que el yacimiento sea de origen humano, y lo describe como piedras labradas por el mismo ambiente húmedo del lugar.

## Uso actual
Aunque no fue construido en la antigüedad, el INC informó que el lugar sería declarado patrimonio cultural de la nación por su importante valor histórico; el lugar se convirtió de interés turístico, recreacional y de descanso para los pobladores.
Cada 30 de octubre los campesinos de las localidades cercanas a Manco Pata realizan actividades en torno a su descubrimiento.